# Камінь Небезпеки
Ка́мінь Небезпе́ки (рос. Камень Опасности; яп. 二丈岩 Нідз'оіва) — скеля, розташована за 15,5 км на південний схід від мису Крильйону, крайньої південної точки острова Сахаліну, в протоці Лаперуза Охотського моря. Являє собою невелику групу голого, позбавленого рослинності, каміння. Довжина 150 м, ширина близько 50 м, висота 7,9 метрів. Відкрита і названа у 1787 році французькою експедицією на фрегатах «Бусоль» і «Астролябія» під командуванням Жана-Франсуа Лаперуза.
Скеля і навколишній водний простір є улюбленим місцем перебування тюленів і сивучів. Глибини навколо — 22—27 м, місцями — 6,5 м. Вона сильно ускладнювала рух суден по протоці Лаперуза, який погіршувався частими туманами в літній час в цьому регіоні. Для уникнення зіткнення на кораблях виставлялися матроси, обов'язком яких було прислухатися до реву сивучів, які знаходяться на скелі. У 1913 році на скелі зведена бетонна башта з маяком.